# Microsoft SQL Server
Microsoft SQL Server är Microsofts databashanterare. Liksom de flesta andra är den av relationstyp med SQL som frågespråk. SQL-dialekten som används heter Transact-SQL (T-SQL).

## Historik
I slutet av 1980-talet fanns det knappt någon ordentlig databashanterare till pc-plattformen, utan dessa var förbehållna Unix- och stordatorbaserade plattformar. Det som fanns var enklare registerprogram som Ashton-Tate dBase, Ansa Softwares Paradox (senare uppköpt av Borland) och MicroRim Rbase.
IBM var närmast med sin Database Manager som hade stöd för transaktioner och SQL. Microsoft ville snabbt få ut en produkt som kunde konkurrera med IBMs och vände sig till Sybase som var på gång med sin produkt DataServer (lanserad maj 1987 för Suns arbetsstationer). Den 27 mars 1987 avtalade företagen om att Microsoft skulle få ensamrätt på att utveckla och marknadsföra Sybase DataServer för OS/2 och andra Microsoft-plattformar. Vinsten för Sybase skulle vara att användarna då lätt skulle kunna byta upp sig till deras Unix-version av produkten.
På den befintliga marknaden för registerprogram dominerade dBase, och Microsoft fann det nödvändigt att få sin databasprodukt accepterad av dessa användare. Man kom därför överens med Ashton-Tate om att de skulle hjälpa till med marknadsföringen, och hösten 1988 presenterades den första betaversionen av Ashton-Tate/Microsoft SQL Server.
I maj 1989 skeppades den skarpa versionen, men de goda försäljningssiffrorna uteblev eftersom OS/2 sålde dåligt. Samarbetet med Ashton-Tate, själva drabbade av förseningarna med dBase IV, föll samman år 1990, och sommaren 1990 släpptes Microsoft SQL Server 1.0. Förutom buggfixar var den viktigaste nyheten att det nu fanns stöd inte bara för OS/2 utan även för Windows 3.0.
Något som var problematiskt för Microsoft var att kärnan, SQL-motorn, fortfarande utvecklades av Sybase och inte var åtkomlig. Tidigt år 1991 fick dock Microsoft tillgång till källkoden, om än bara för läsning, men senare samma år fick de även rätt att själva laga buggar.
Begränsningen att bara ha 16 bitar för minnesadressering är uppenbar för databashanterare, och Microsoft jobbade med att anpassa SQL Server 4.2 (anpassning av versionsnumret för att passa Sybase numrering) till 32-bitars OS/2 2.0 som förväntades släppas framåt slutet av år 1991. Så blev det inte, och Microsoft porterade tillbaka SQL Server 4.2 till OS/2 1.3-plattformen i stället. Den nya versionen lanserades i januari 1992 av Bill Gates och Sybase VD Bob Epstein. När introduktionen av OS/2 2.0 dröjde och Microsofts samarbete med IBM upplösts valde Microsoft att strunta i OS/2 2.0 som plattform för SQL Server och i stället satsa helt på Windows NT. Den 12 april 1994 upplöstes även samarbetet med Sybase, och Sybase beslöt att portera sin produkt till Windows NT. Microsoft hade hoppats kunna utnyttja de nya finesserna i Sybase System 10, men det hanns inte med. I stället gick företagen helt skilda vägar, och nästa version av SQL Server, 6.0, släpptes den 14 juni 1994.
Version 6.0 var en stor uppgradering, och i april 1996 släpptes 6.5 som inte var lika omfattande. Desto större blev nästa version, med kodnamn Sphinx. Målet var att skriva om frågemotorn för att öka prestandan och skalbarheten. Version 7.0 kunde köpas i januari 1999. I november 2005 släpptes SQL Server 2005 med en hel del ändringar. Bland annat förändringar i säkerhetsmodellen, genom införande av scheman. Och andra nyheter var en 100% integrerat Reporting Services, samt att DTS ersatts med SSIS. För DBA:er märktes kanske mest att verktyget Enterprise Manager ersatts av Management Studio. SQL Server 2008 släpptes augusti 2008 och var en förhållandevis stor uppgradering av föregående version (2005), dock var det mindre genomgripande förändringar än mellan 2000 och 2005. SQL Server 2008 R2 släpptes i maj 2010. De flesta nyheterna i denna version var relaterade till Business Intelligence. SQL Server 2012 släpptes våren 2012 och innehåller bland annat nyheter kring High Availibility och Disaster Recovery. Den stora skillnaden mellan SQL 2008 och SQL 2012 Server är att man gått från processorlicensiering till core-baserad licensiering. 
Första april 2014 släpptes SQL Server 2014 och bland några av nyheterna hittar vi stöd för in-memory tables som ger kraftigt ökad prestanda för OLTP system. In-memory tables skall dock inte förväxlas med DBCC PINTABLE som introducerades i SQL Server 6.5 men som plockades bort i SQL Server 2005.
Den 2 oktober 2017 släpptes SQL Server 2017.
Den 4 november 2019 släpptes SQL Server 2019.
Den 22 november 2022 släpptes SQL Server 2022.
Den svenska användarföreningen för SQL Server anordnar sedan 2010 årligen svenska mästerskapen i SQL Server-programmering: *SQLUG Challenge
Delar av ovanstående text är ett referat av det första kapitlet i Inside Microsoft SQL Server 2000.

### Fotnoter
1. ↑  ”SQL Server 2017 på Windows och Linux | Microsoft” (på svenska). Microsoft SQL Server - SE (Svenska). https://www.microsoft.com/sv-SE/sql-server/sql-server-2017. Läst 16 oktober 2017.
2. ↑  Rohan Kumar (16 november 2022). ”SQL Server 2022 is now generally available” (på amerikansk engelska). Microsoft SQL Server Blog. https://www.microsoft.com/en-us/sql-server/blog/2022/11/16/sql-server-2022-is-now-generally-available/. Läst 10 april 2024.